# Dichaetomyia kairatuensis
Dichaetomyia kairatuensis este o specie de muște din genul Dichaetomyia, familia Muscidae, descrisă de Shinonaga în anul 2004. Conform Catalogue of Life specia Dichaetomyia kairatuensis nu are subspecii cunoscute.